# النافذة السرية (فلم)
النافذة السرية (بالإنجليزية: Secret Window) هو فيلم إثارة وغموض أمريكي صدر سنة 2004، يعتمد الفيلم في أحداثه عن التلاعب بنفسية المشاهد من خلال حكاية قد تبدو تقليدية في البداية، لكن ندرك مدى تعقيدها بمرور الأحداث. الفيلم مقتبس عن رواية لكاتب الرعب الأمريكي الشهير ستيفن كينغ، وقد شارك هذا الأخير في كتابة السيناريو أيضاً مع مخرج الفيلم ديفيد كوب، وقام ببطولة الفيلم جوني ديب في واحد من أدواره المتميزة التي تعتمد على دواخل الشخصية ومشاكلها. الفيلم يحكي عن كاتب يُدعي «مورت ريني»، والذي يمرّ بظروف صعبة، فزوجته «إيمي» تخونه، لكن تشتعل الأحداث فجأة عندما يظهر «جون شوتر»، والذي يدعيّ أنه الكاتب الأصلي لأحد الأعمال التي كتبها «مورت»، ومع مرور الوقت يدرك الكاتب بأن الرجل يشبه الكابوس في تتبعه وتدمير حياته، وعندما يقرأ المخطوطة يدرك أنها فعلاً تشبه ما كتبه مع اختلاف بعض التفاصيل، ويبدأ «مورت» في السعي من أجل إثبات أحقيته في كتابة النصّ أولاً، وتحدث بعض حوادث القتل، قبل أن ينتهي الفيلم نهاية غير متوقعة للبطل وللمشاهد.

## وصلات خارجية
- مقالات تستعمل روابط فنية بلا صلة مع ويكي بيانات